# Kosmische Reise
Kosmische Reise (russisch: Космический рейс, Kosmitscheski reis) ist ein sowjetischer Science-Fiction-Film der Mosfilm-Studios von 1936, der noch als Stummfilm produziert wurde. Er war außerhalb Russlands trotz der aufwändigen Trickgestaltung bis in die 2010er Jahre praktisch unbekannt. Am Drehbuch war der russische Raketenpionier Konstantin Ziolkowski beteiligt, einige Filmszenen wurden in seinem Institut gedreht. Der Film wurde am 21. Januar 1936 uraufgeführt.

## Handlung
Moskau 1946. Im Institut für interplanetare Verbindungen ist ein Raumfahrtprogramm unter der Leitung des schon älteren Professors Sedych mit dem Ziel einer Mondlandung fast abgeschlossen. Der jüngere Konkurrent, Professor Karin, hält ihn für zu alt und geistig unfähig, das Programm zu leiten, was zu Spannungen führt. Der Abschuss der Rakete findet von einer riesigen aufwärtsstrebenden Rampe statt, die einer überdimensionierten umgekehrten Sprungschanze ähnelt und wohl mehrere hundert Meter hoch ist. Mit ihrer filigranen Stahlkonstruktion, die vom Eiffelturm inspiriert sein mag, und den weiten Tragwerksbögen überragt sie Moskau imposant.
Die ersten Versuche mit der Rakete misslingen: Das zuerst gestartete Kaninchen kommt ums Leben; die zweite Rakete mit einer Katze an Bord verschwindet spurlos; es ist unklar, ob sie den Mond erreicht hat.
Sedych kann dennoch mit seiner Assistentin Marina und dem jungen Komsomolzen Andrjuscha mit dem Raumschiff Josef Stalin den Mond erreichen. Die erfolgreiche Mondlandung wird, da keine Funkverbindung besteht, mit der wohl überdimensionalen kyrillischen Buchstabengruppe C-C-C-P (Russisch für U-d-S-S-R) signalisiert, indem chemische Substanzen auf der Mondoberfläche so arrangiert werden, dass ihr Blinken (!) von der Erde aus mit dem Fernrohr wahrgenommen werden kann.
Auf dem Mond geraten die Raumfahrer in gefährliche Situationen, die sie – zum Großteil in unterirdischen Einbrüchen und Kavernen – alle glücklich meistern, so dass sie schließlich sicher zur Erde zurückreisen können. Als die Rakete an einem Fallschirm ganz in der Nähe der Startrampe landet, werden sie alle begeistert begrüßt; es kommt sogar zu einem Aufmarsch mit Autokorso. Mit den Astronauten kehrt auch die vermisste Katze zurück – denn die zweite Rakete war unversehrt in einem Mondkrater aufgefunden worden, so dass deren tierischer „Passagier“ lebendig zurückgeholt werden konnte.

## Produktionsnotizen
Der Film war, soweit bekannt, von Regisseur Schurawlow bereits 1924 konzipiert worden, wurde aber erst später durch den sowjetischen Jugendverband Komsomol vorangetrieben, um das Interesse an der Weltraumfahrt zu fördern. Daraufhin nahm der Regisseur Kontakt zu Ziolkowski auf.
Der Film wurde als Stummfilm produziert, was 1936 bereits ein völliger Anachronismus war.
Im Gegensatz dazu sind die Trickaufnahmen sowohl der Raumfahrt als vor allem der Mondszenen für die Produktionszeit geradezu revolutionär: Auf dem Mond werden die Darsteller bei ihren weiten und hohen Sprüngen, durch die die niedrige Schwerkraft des Mondes realistisch dargestellt wird, durch Figuren in Stop-Motion-Technik ersetzt. Die Protagonisten benutzen, wenn sie voneinander getrennt sind, eine Art Walkie-Talkie zur Kommunikation, das etwa Größe und Form eines Buches und einige Knöpfe besitzt.
Das inszenierte Moskaubild entspricht Neuplanungen von 1935.
Die Kosmische Reise wurde aus unbekannten Gründen noch im selben Jahr zurückgezogen und erst in den 1980er Jahren wieder aufgeführt. Angeblich entsprachen die Trickaufnahmen nicht den Vorgaben des Sozialistischen Realismus.

## Trivia
Hier wird anstatt des später in den realsozialistischen Staaten verwendeten Begriffs Kosmonaut für Raumfahrer noch der Terminus Astronaut benutzt.